# Vedmjölmussling
Vedmjölmussling (Clitopilus hobsonii) är en svampart som först beskrevs av Berk. & Broome, och fick sitt nu gällande namn av Peter D. Orton 1960. Vedmjölmussling ingår i släktet Clitopilus och familjen Entolomataceae.  Arten är reproducerande i Sverige. Inga underarter finns listade i Catalogue of Life.